# Acanthodactylus masirae
Acanthodactylus masirae (масірська гребнепала ящірка) — вид ящірок родини ящіркових (Lacertidae). Ендемік Оману.

## Поширення і екологія
Масірські гребнепалі ящірки мешкають на острові Масіра, а також в кількох місцевостях в мухафазах Дофар і Ель-Вуста. Вони живуть в пустелях, на піщаних рівнинах і невисоких дюнах, трапляються у ваді. зустрічаються на висоті до 600 м над рівнем моря.